# Mellac
Mellac település Franciaországban, Finistère megyében. Lakosainak száma 3371 fő (2022. január 1.). Mellac Bannalec, Baye, Querrien, Quimperlé, Riec-sur-Bélon, Saint-Thurien, Tréméven és Le Trévoux községekkel határos.

## Népesség
A település népességének változása:
| Lakosok száma | 1390 | 1855 | 2192 | 2537 | 2833 | 2970 | 3112 | 3242 | 3303 | 3371 |
|               | 1968 | 1982 | 1990 | 2006 | 2013 | 2015 | 2017 | 2019 | 2020 | 2022 |